# سیریاکو کانو
سیریاکو کانو (انگلیسی: Ciriaco Cano؛ زادهٔ ۴ اوت ۱۹۴۸) بازیکن فوتبال اهل اسپانیا است.
از باشگاه‌هایی که در آن بازی کرده‌است می‌توان به باشگاه فوتبال الچه و باشگاه فوتبال اسپورتینگ خیخون اشاره کرد.